# Nicolás Larrondo
Nicolás Larrondo (f. 4 oktober, 1987 i Santiago) är en chilensk fotbollsspelare i Coquimbo Unido.